# フジノタカフミ
フジノタカフミは、日本のソングライター、音楽プロデューサー。ハイキックエンタテインメント所属。東京都出身。
2007年より音楽作家として活動をスタート。
自身率いる歌謡ファンクバンドHALF THE MANの活動も行っている。

## 提供作品

### AKB48グループ
- AKB48
  - チューインガムの味がなくなるまで（作曲）
  - ミニスカートの妖精（作曲）
  - 僕のYELL（作曲）
  - 恋のバイトル（作曲）
- AKB48 チームサプライズ
  - 女神はどこで微笑む?（作曲）
  - ほっぺ、ツネル（作曲）
- SKE48
  - スルー・ザ・ナイト（作曲）
  - バズーカ砲発射!（作曲）
  - コケティッシュ渋滞中（作曲）
  - Vacancy（作曲・共編曲）
  - 君のいない世界（作曲・共編曲）
  - じゃないロマンティック（作曲・共編曲）
- NMB48
  - イビサガール（作曲）2014年 第65回NHK紅白歌合戦 出演曲
  - 時間は語り始める（作曲）
  - どこかでキスを（作曲・共編曲）
  - True Purpose（作曲・共編曲）
- HKT48
  - カメレオン女子高生（作曲）
  - 図々しさを貸してちょうだい（作曲）
  - ファンミーティング（作曲・共編曲）
- NGT48
  - 情熱の電源（作曲・共編曲）
- 松井珠理奈
  - 赤いピンヒールとプロフェッサー（作曲）
- 渡り廊下走り隊
  - 若気のイタリアン（作曲）
- ふぅさえ
  - あばたもえくぼもふくわうち（作曲・共編曲）

### 坂道シリーズ
乃木坂46
- 春のメロディー（作曲）
- 太陽に口説かれて（作曲・編曲）
- それまでの猶予（作曲）

欅坂46
- 微笑みが悲しい（作曲）
- ごめんね クリスマス（作曲・共編曲）

### ほか提供曲
IZ*ONE
- Human Love（作曲）

さくら学院
- ベリシュビッッ（作曲）
- 3.a.m（生田真心と共作詞）

おはガールちゅ!ちゅ!ちゅ!
- 心友の樹（作詞・共作）
- 夢ふうせん（作詞）
- リボンの星☆!!!（作詞・作曲）

B1A4
- Empty Mind：作詞

T-ARA
- Musica Musica（作詞・作曲）
- A-HA（作詞・作曲）
- Beautiful Sniper（作詞・作曲）
- yayaya (日本語ver.)（作詞）
- Breaking Heart〜私がとても痛くて (日本語ver.)（作詞）
- Maybe Maybe（作詞・作曲）

スターダスト関連
- 超特急
  - Believe×Believe(ビリビリ) - 遊☆戯☆王ARC-V OP曲(作詞・作曲）
  - Bloody Night（作詞・作曲）
  - Make it hot!（作詞）
  - Secret Express（作詞・作曲）

- Lienel
  - 親指☆Evolution（作詞・作曲・編曲）　　　

- KAGAJO☆4S
  - ヤングウーマン（作詞・作曲）
  - 毎日がクリスマス（作詞）
  - とりあえず走れ!（作詞）

- S☆スパイシー
  - 恋泥棒は左利き（作詞・作曲）

- チームしゃちほこ
  - 待つわ 〜DD大歓迎!〜（作詞・作曲）

- ばってん少女隊
  - ジャン！ジャン！ジャン！（作詞・作曲）

SHU-I
- Brand New Page（作詞）
- Forever my friend僕らの未来図（作詞）
- ネバギバYeah!（作詞・作曲）
- Smile For Me（作詞）

青春高校3年C組
- サンダルガール（作曲・共編曲）

チーム・ハンサム!
- Party Ride（作詞）
- So Free!（作詞）

角田信朗
- 戦ノ道（作曲）
- 花の慶次 漢達のメドレー（作曲）

80_pan
- POP CREAM（作曲）

bump.y
- Wonderland（作曲）

桜井梨穂子（CV：新谷良子）
- 恋はあせらず（作詞）

闇☆炎☆土（ノエル・ラギ・エスト）
- ウラハラ協奏曲：作詞・作曲

TVおはスタ645「J☆Dee’Zの変顔BANG」テーマソング（作曲・編曲）

串田アキラ
- いのちのリズム（作曲）
  - H27年度小学校せいかつ「みんななかよし 教師用指導書 なかよしソング」教育出版』発行

- まちのこえ（作曲）
  - H27年度小学校せいかつ「なかよし ひろがれ 教師用指導書 なかよしソング」教育出版』発行

虹のコンキスタドール
- さくら色シャワー（作詞・作曲）

宮本佳林
- ビースト!（作曲）